# Ивашкино (Калининградская область)
Ивашкино (до 1938 — Коллатишкен (нем. Kollatischken), до 1946 — Лангенвайлер (нем. Richtfelde)) — посёлок в Гусевском городском округе Калининградской области.

## История
Населенные пункт Коллатишкен в 1938 году был переименован в Лангенвайлер.
Лангенвайлер в 1946 году был переименован в Ивашкино.
До 2014 года входил в состав Гусевского городского поселения.

## Население
| 1910 | 1933 | 1939 | 2002 | 2010 |
| ---- | ---- | ---- | ---- | ---- |
| 204  | ↘175 | ↘164 | ↘15  | ↗17  |